# Мој рођак са села
Мој рођак са села је драмска серија која је снимљена у копродукцији Радио-телевизије Србије и Кошутњак филма. До данас су снимљене две сезоне ове серије, са укупно 28 епизода. Серија је почела да се емитује 2008, а завршила се 2011. године.
Највећи део радње серије дешава се у једном селу у Шумадији. Серија прати две паралелне приче, породице Малешевић, и њиховог рођака, обавештајца Вранића. Серија такође садржи доста хумора, а приказује и политичку стварност Србије у времену у коме се радња серије одвија.
Серија је добро примљена од гледалаца, те је остварила рекордну гледаност премашивши 3 милиона гледалаца по епизоди. Ради се о једној од најуспешнијих играних серија из продукције Радио-телевизије Србије у последњој деценији.

## Радња
Миломир Вранић (Војин Ћетковић), пензионисани пуковник обавештајац ВЈ, враћа се у породичну кућу како би се склонио од неприлика које би га могле задесити. Брат његове покојне мајке, Рајко Малешевић (Танасије Узуновић), радосно дочекује вест о повратку свог сестрића. Рајкову породицу чине његов син јединац, Драгорад (Драган Јовановић), сеоска лола и швалер, његова жена Милена (Дубравка Мијатовић) и њихова деца: син Малиша (Лазар Дубовац) са својом женом Драганом (Сузана Лукић) и ћерка Невена (Миона Радојковић), као и Рајкова жена Бисенија (Вера Чукић) која са сестром Десанком (Јелица Сретеновић) живи у бањи.
По доласку на село Миломир упознаје Дуњу (Љубинка Кларић), ћерку његовог бившег шефа, генерала Шарчевића (Аљоша Вучковић) и њих двоје се заљубљују...

## Историјска позадина
Лик пуковника Миломира Вранића је грађен по генералу Јовану Милановићу, док је инспирација за његовог венчаног кума Рабела био француски мајор Пјер Анри Бинел.

## Списак епизода

### 1. сезона (2008—2009)
| Бр. еп. | Бр. еп.(сез) | Назив епизоде       | Премијерно емитовање |
| ------- | ------------ | ------------------- | -------------------- |
| 1       | 1            | Повратак            | 26. октобар 2008.    |
| 2       | 2            | Учитељ Црнић        | 2. новембар 2008.    |
| 3       | 3            | Просидба            | 9. новембар 2008.    |
| 4       | 4            | Генералска кћи      | 16. новембар 2008.   |
| 5       | 5            | Орден за заслуге    | 23. новембар 2008.   |
| 6       | 6            | Ноћни посетиоци     | 30. новембар 2008.   |
| 7       | 7            | Легенда о променама | 7. децембар 2008.    |
| 8       | 8            | Пензија             | 14. децембар 2008.   |
| 9       | 9            | Митровдан           | 21. децембар 2008.   |
| 10      | 10           | Хотел „Шумадија"    | 28. децембар 2008.   |
| 11      | 11           | Љубавник            | 4. јануар 2009.      |
| 12      | 12           | Свечано одело       | 11. јануар 2009.     |
| 13      | 13           | Одлазак             | 18. јануар 2009.     |

### 2. сезона (2010—2011)
| Бр. еп. | Бр. еп.(сез) | Назив епизоде                         | Премијерно емитовање |
| ------- | ------------ | ------------------------------------- | -------------------- |
| 14      | 1            | Јутро                                 | 7. новембар 2010.    |
| 15      | 2            | Доле у шуми                           | 14. новембар 2010.   |
| 16      | 3            | Мотел „Бомбона"                       | 21. новембар 2010.   |
| 17      | 4            | У малињаку                            | 28. новембар 2010.   |
| 18      | 5            | Порез на љубав                        | 5. децембар 2010.    |
| 19      | 6            | Шармантни дивљак                      | 12. децембар 2010.   |
| 20      | 7            | Црна дама                             | 19. децембар 2010.   |
| 21      | 8            | "Les Fleurs d'Automne" — Јесење цвеће | 26. децембар 2010.   |
| 22      | 9            | Пред олтаром                          | 2. јануар 2011.      |
| 23      | 10           | Никад извини                          | 9. јануар 2011.      |
| 24      | 11           | Као бријач                            | 16. јануар 2011.     |
| 25      | 12           | Мурат                                 | 23. јануар 2011.     |
| 26      | 13           | Ловац на лептире                      | 30. јануар 2011.     |
| 27      | 14           | На граници                            | 6. фебруар 2011.     |
| 28      | 15           | Ене                                   | 13. фебруар 2011.    |

## Улоге
| Глумац                   | Улога                                |
| ------------------------ | ------------------------------------ |
| Војин Ћетковић           | пуковник Миломир Мића Вранић "Врана" |
| Драган Јовановић         | Драгорад "Дракче" Малешевић          |
| Дубравка Мијатовић       | Милена Малешевић                     |
| Танасије Узуновић        | Рајко Малешевић                      |
| Љубинка Кларић           | Дуња Шарчевић                        |
| Небојша Глоговац         | Отац Милутин                         |
| Сузана Лукић             | Драгана Малешевић (Катанић)          |
| Лазар Дубовац            | Малиша Малешевић                     |
| Вера Чукић               | Бисенија Малешевић                   |
| Миона Радојковић         | Невена Малешевић                     |
| Зоран Ћосић              | потпуковник Неша Гавриловић          |
| Ања Поповић              | Драгица Цица Катанић                 |
| Милан Витошевић          | Милан Миланче Теофиловић             |
| Злата Нуманагић          | Наташа Шарчевић                      |
| Дејан Матић              | Стојан Катанић                       |
| Тијана Чуровић           | архитекта Маја                       |
| Јанош Тот                | Манфред Рос                          |
| Аљоша Вучковић           | генерал-потпуковник Шарчевић         |
| Татјана Бокан            | Буца, конобарица                     |
| Раде Марковић            | Бакалин                              |
| Вјера Мујовић            | Рајна Јовановић                      |
| Миодраг Крстовић         | заставник Парезановић "Паре"         |
| Феђа Стојановић          | генерал-пуковник Љуба Барбуловић     |
| Милена Павловић          | Јелена Теофиловић                    |
| Јелица Сретеновић        | Десанка, Бисенијина сестра           |
| Душанка Стојановић       | Соња, Милутинова супруга             |
| Душан Дука Јовановић     | деда Видан                           |
| Драган Мићаловић         | апотекар                             |
| Бранко Видаковић         | адвокат                              |
| Бата Живојиновић         | чика Ђоле                            |
| Бојана Ковачевић         | Пола                                 |
| Анђела Јовановић         | Виолета Катанић                      |
| Ивана Михић              | Дивна Мајсторовић Вранић             |
| Вања Милачић             | Душка                                |
| Бојан Вељовић            | мајор Момчило Моца Храњец            |
| Братислав Славковић Кеша | Степа                                |
| Петар Божовић            | учитељ Драгиша Црнић                 |
| Жарко Лазић              | Драган Арсић                         |
| Радивоје Буквић          | кум Рабел                            |
| Милица Зарић             | кума Вера                            |
| Миодраг Радовановић      | пуковник Стрецки                     |
| Ерол Кадић               | Оливер                               |
| Игор Первић              | Борис Стрецки                        |
| Андреј Шепетковски       | Срђа                                 |
| Зоран Миљковић           | инжењер                              |
| Јадранка Јовановић       | Анета Гордић                         |
| Ђорђе Бранковић          | Владимир                             |
| Нина Граховац            | докторка                             |
| Димитрије Илић           | Вања Петровић                        |
| Тихомир Станић           | Татић                                |
| Ана Стефановић           | Александра Црнић                     |
| Ива Штрљић               | Весна                                |
| Никола Којо              | Тоша, порезник                       |
| Бранко Јеринић           | Лука, инжењер                        |
| Марко Јеремић            | мајор Боби Паровић                   |
| Љубомир Бандовић         | Андрић                               |
| Зоран Ранкић             | Томић                                |
| Никола Ракочевић         | Мурат Агими                          |
| Мирко Бабић              | Марко                                |
| Ирфан Менсур             | амбасадор Кичинер                    |
| Дубравко Јовановић       | поштар                               |
| Томо Курузовић           | обавештајац Енвер                    |
| Сандра Ногић             | тужитељка                            |
| Владанка Павловић Пендић | сељанка                              |
| Даница Крљар             | секретарица ген. Барбуловића         |
| Милева Жикић             | старица која се исповеда             |
| Дарко Васовић            | монах                                |
| Нада Јуришић             | баба Ленка                           |
| Чедомир Ђурђевић         | Милош                                |
| Тома Трифуновић          | Мајстор Чеда                         |
| Мрђан Огњановић          | Чедин помоћник, Алекса               |
| Микица Вакић             | музичар Лазовић 1                    |
| Мишко Миловановић        | музичар Лазовић 2                    |
| Чедомир Штајн            | војник 1                             |
| Младен Кнежевић          | војник 2                             |
| Стефан Бузуровић         | војник 3                             |
| Маринко Маџгаљ           | Златибор Коковић                     |
| Соња Живановић           | Зорица                               |
| Нина Скрбиншек           | Тања Стрецки                         |
| Слободан Бештић          | Андреас                              |

## Екипа серије
- уредник серије: Марко Новаковић
- писац сценарија: Радослав Павловић
- редитељ: Марко Маринковић
- извршни продуцент: Зоран Јанковић
- композитор: Драгољуб Илић
- директор фотографије: Небојша Башић
- сценограф: Дејан Анђелковић
- костимограф: Невена Миловановић
- монтажери: Горан Митровић и Бранислав Годић.